# Korthalsella lindsayi
Korthalsella lindsayi är en sandelträdsväxtart som först beskrevs av D. Oliver, och fick sitt nu gällande namn av Adolf Engler. Korthalsella lindsayi ingår i släktet Korthalsella och familjen sandelträdsväxter. Utöver nominatformen finns också underarten K. l. clavata.